# Publius Oppius Priscus
Publius Oppius Priscus war ein antiker römischer Toreut (Metallbearbeiter), der etwa im Zeitraum zwischen den Jahren 40 und 70 in Kampanien tätig war.
Publius Oppius Priscus ist heute nur noch aufgrund von sieben Signaturstempeln auf Bronzekasserollen bekannt. Die Signaturen lauten unter anderem lateinisch C OPPI PRIS, ergänzt zu C(ai) Oppi Pris[3] und lateinisch C OPPI PRISCI, ergänzt zu C(ai) Oppi Prisci. Mit einer Konzentration von Fundorten in Pompeji, also in der Region, wo die Werkstatt zu verorten sein dürfte, darüber hinaus aber auch in der früheren Provinz Pannonia und im freien Germanien sind zwei der Stücke recht weit gestreut, wobei nicht klar ist, ob sie durch Handel, Reise- oder Truppenbewegungen oder als Geschenke in die jeweilige Region kamen. Mit Gaius Oppius Hermes und Oppius gibt es zu etwa derselben Zeit und in ähnlicher Region zwei weitere Toreuten aus der Gens der Oppier.
1. Bronzekasserolle; gefunden in Pompeji; heute im Deposito Archeologico Pompei.[1]
2. Bronzekasserolle; gefunden in Pompeji; heute im Deposito Archeologico Pompei.[2]
3. Bronzekasserolle; gefunden in Pompeji; heute im Deposito Archeologico Pompei.[3]
4. Bronzekasserolle; gefunden in Pompeji; heute im Archäologischen Nationalmuseum in Neapel.[4]
5. Bronzekasserolle; gefunden in Pitigliano, Grosseto, Italien; heute in der Antikensammlung in Berlin.[5]
6. Bronzekasserolle; gefunden im Brandgrab Nummer 1 von Bornitz (heute zu Elsteraue), Burgenlandkreis, Sachsen-Anhalt, Deutschland; heute im Landesmuseum für Vorgeschichte in Halle (Saale).[6]
7. Bronzekasserolle; gefunden in Ungarn; heute im Ungarischen Nationalmuseum in Budapest.[7]

## Einzelbelege
1. ↑  Inventarnummer 2210; Richard Petrovszky: Studien zu römischen Bronzegefäßen mit Meisterstempeln. Leidorf, Buch am Erlbach 1993, S. 282, Nr. O.02.01.
2. ↑  Inventarnummer 18702; Richard Petrovszky: Studien zu römischen Bronzegefäßen mit Meisterstempeln. Leidorf, Buch am Erlbach 1993, S. 282, Nr. O.02.02.
3. ↑  Inventarnummer 8362; Richard Petrovszky: Studien zu römischen Bronzegefäßen mit Meisterstempeln. Leidorf, Buch am Erlbach 1993, S. 282–283, Nr. O.02.03.
4. ↑  Inventarnummer ?; Richard Petrovszky: Studien zu römischen Bronzegefäßen mit Meisterstempeln. Leidorf, Buch am Erlbach 1993, S. 279, Nr. O.02.04; CIL 10, 08071,49.
5. ↑  Inventarnummer ?; Richard Petrovszky: Studien zu römischen Bronzegefäßen mit Meisterstempeln. Leidorf, Buch am Erlbach 1993, S. 283, Nr. O.02.05; CIL 11, 06717,07.
6. ↑  Inventarnummer HK 42:101 a-j; Richard Petrovszky: Studien zu römischen Bronzegefäßen mit Meisterstempeln. Leidorf, Buch am Erlbach 1993, S. 283, Nr. O.02.06.
7. ↑  Inventarnummer 54.5.45; Richard Petrovszky: Studien zu römischen Bronzegefäßen mit Meisterstempeln. Leidorf, Buch am Erlbach 1993, S. 279, Nr. O.02.07.

| Personendaten    | Personendaten                              |
| ---------------- | ------------------------------------------ |
| NAME             | Oppius Priscus, Publius                    |
| ALTERNATIVNAMEN  | Priscus, Publius Oppius                    |
| KURZBESCHREIBUNG | antiker römischer Toreut                   |
| GEBURTSDATUM     | 1. Jahrhundert v. Chr. oder 1. Jahrhundert |
| STERBEDATUM      | 1. Jahrhundert oder 2. Jahrhundert         |